# Hebefilia

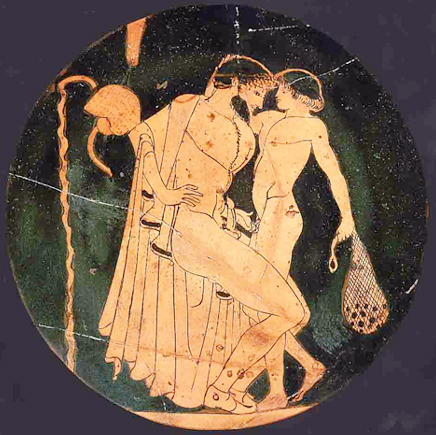
Adulto y joven a punto de mantener relaciones sexuales. El joven sostiene una bolsa de nueces, probablemente un regalo de cortejo de su amante. En la pared, una esponja y un estrígil (raspador). Fecha: 485 a. C. - 480 a. C. Copa ática de figuras rojas del ceramista Brygos, Museo Ashmolean (1967.304)

La hebefilia consiste en el interés físico o sexual de los adultos y jóvenes en pubescentes, es decir, en personas que se encuentran en la pubertad iniciando la adolescencia (adolescentes tempranos o primerizos, especialmente aquellos que muestran las etapas de desarrollo físico), generalmente entre los 10 y 13 años para atracción sexual a niñas y 11 y 14 años (niños). Se diferencia de la pedofilia (el interés sexual en los niños prepúberes; es decir, antes de llegar a la pubertad, generalmente entre los 7 y 9 años) y de la efebofilia (el interés físico y sexual en los adolescentes posteriores o mayores, típicamente entre los 15 y los 17 años).
La hebefilia es aproximada a su rango de edad porque el inicio y la finalización de la pubertad varían. En parte debido a esto, algunas definiciones de la cronofilia (preferencia sexual por un aspecto fisiológico específico relacionado con la edad) muestran un solapamiento o superposición entre la pedofilia, la hebefilia y la efebofilia; por ejemplo, el DSM-5 extiende la edad de los prepúberes a 13, la CIE-10 incluye la edad puberal temprana en su definición de pedofilia, y algunas definiciones de efebofilia incluyen adolescentes de 14-15 hasta finales de la adolescencia. En promedio, las niñas comienzan el proceso de pubertad a los 10 u 11 años; los niños a los 11 o 12 años de edad, y se argumenta que la separación de la atracción sexual a los niños prepúberes de la atracción sexual a pubescentes de principios a mediados o finales es clínicamente relevante.
Según la investigación de Ray Blanchard (2009), los delincuentes sexuales masculinos podrían separarse en grupos según la preferencia por edad de la víctima sobre la base de los patrones de respuesta pletismográficos del pene. Basándose en sus resultados, Blanchard sugirió que el DSM-5 podría explicar estos datos subdividiendo o diferenciando el diagnóstico existente de pedofilia en hebefilia y una definición más estrecha de pedofilia. El psicólogo Bruce Rind y el sociólogo Richard Yuill han publicado críticas sobre la clasificación de la hebefilia como un trastorno mental, aunque su opinión es que Blanchard estableció con éxito la hebefilia como una "preferencia sexual genuina"; sugirieron que si la hebefilia figuraba en el DSM-5, se codificara como una condición que da lugar a importantes problemas sociales hoy en día. La propuesta de Blanchard de añadir la atracción conocida como hebefilia al DSM-5 resultó polémica y no fue adoptada.

## Etimología, definiciones e historia
El término hebefilia (hebephilia) se basa en la diosa griega Hebe,  protectora de la juventud, pero en la antigua Grecia también se refiere al tiempo antes de la edad adulta en Atenas (dependiendo de la referencia, la edad específica podría ser 13, 15,16, 18 o 20 años de edad). Mientras que el sufijo- Filia (en griego: φιλία philos, que significa amor o amistad y deriva del sufijo "ia", que significa cualidad), implicando amor o amistad fuerte. La hebefilia se define como una cronofilia en la que un adulto o joven tiene un fuerte y persistente interés sexual en los individuos de edad pubescente o en desarrollo en la pubertad, generalmente de 11 a 14 años, aunque la edad de inicio y la finalización de la pubertad varían. Los criterios de los diagnósticos del DSM-5 sobre la pedofilia y la literatura médica general definen la pedofilia como un trastorno de interés sexual primario o exclusivo en niños prepúberes, excluyendo así a la hebefilia de su definición de pedofilia. Sin embargo, el criterio de edad del DSM- Y el código de diagnóstico de la CIE-10 para la definición de pedofilia incluye una preferencia sexual para los niños de edad prepuberal o puberal temprana. Debido a algunas inconsistencias en las definiciones y diferencias en el desarrollo físico de los niños y adolescentes, existe una superposición entre la pedofilia, la hebefilia y la efebofilia.
El término hebefilia fue utilizado por primera vez en 1955, en el trabajo forense de Hammer y Glueck. El antropólogo y etno-psiquiatra Paul K. Benedict usó el término para distinguir o diferenciar a los pedófilos de los individuos cuyas víctimas eran adolescentes.
Karen Franklin, una psicóloga forense de California, interpretó la hebefilia como una variación de la efebofilia, usada por Magnus Hirschfeld en 1906 para describir a  la atracción homosexual a los varones entre la pubertad y los primeros años veinte, que la consideraban una condición normal y no patológica. Históricamente, los actos criminales hebefílicos en los que las víctimas estaban "biológicamente preparadas para el coito o acto sexual" eran considerados distintos de otras formas de sexualidad criminal como la violación, con amplias variaciones dentro y entre países en cuanto a qué edad una legislación consideraba aceptable una relación consensual para adultos-adolescentes. Bernard Glueck,Jr. realizó una investigación sobre los delincuentes sexuales en la cárcel de Sing Sing en la década de 1950, utilizando la hebefilia como una de varias clasificaciones de sujetos según la ofensa. En los años 60, el sexólogo Kurt Freund usó el término para distinguir entre las preferencias de edad de hombres homosexuales y heterosexuales durante las evaluaciones pletismográficas del pene, continuando su trabajo con Ray Blanchard en el Centro de Adicción y Salud Mental (CAMH) después de emigrar a Canadá en 1968.
Después de la muerte de Freund en 1996, los investigadores de CAMH realizaron investigaciones sobre explicaciones neurológicas de la pedofilia, la transexualidad y la homosexualidad, y con base en esta investigación, llegaron a la hipótesis de que los hebefilos también podrían distinguirse sobre la base de medidas neurológicas y fisiológicas.

## Investigación

### General
Varios estudios de investigación han investigado los patrones de atracción sexual de hombres hebefilos y pedófilos. La atracción sexual a los niños  parece caer en un continuo en lugar de ser dicotómica. Los atractivos de los pedófilos están menos centrados en el sexo del niño que los atractivos de los hebefilos  o "teleiófilos" (personas que prefieren los adultos sexualmente), es decir, proporciones mucho más grandes de pedófilos que los teleiófilos informan que son atraídos tanto a hombres como a mujeres.
El Proyecto de Prevención Dunkelfeld es un esfuerzo fundado en Alemania para proporcionar terapia y técnicas de prevención de abuso a los adultos atraídos a los niños. En un estudio de 222 hombres en contacto con el proyecto Dunkelfeld de ayuda, aproximadamente dos tercios tenían un interés sexual en los niños puberales. Estos hombres también reportaron experimentar altos niveles de angustia psicológica, a niveles clínicamente relevantes. Tanto los hebefilos como los pedófilos mostraron mayor angustia que los teleiófilos, pero no difirieron entre sí.

### Causas
Investigadores del Centro para la Adicción y la Salud Mental de Toronto llevaron a cabo una serie de estudios sobre los correlatos neurológicos y psicológicos de la hebefilia, incluyendo la estructura cerebral, la destreza manual, el cociente de inteligencia, menor nivel educativo o mayor probabilidad de repetir un año en la educación primaria, y otros marcadores de desarrollo físico atípico como antisocialidad en adolescencia y juventud, frustración sexual, etc.

### Prevalencia
Se desconoce la prevalencia de la hebefilia dentro de la población general, debido a falta de estudio sobre el tema, pero hay evidencias que sugieren que dentro de muestras clínicas y correccionales,  así como encuestas anónimas de personas sexualmente interesadas en menores que comprenden esas edades, existen más individuos con un interés erótico en pubescentes o adolescentes tempranos en lugar de en niños prepúberes.

## DSM-5 debate

### Visión
Los criterios de los diagnósticos del DSM-5 para la pedofilia lo especifican como un desorden del interés sexual en niños prepúberes generalmente en edades de 8-12 años o más joven. En los casos judiciales en los que se utiliza el término hebefilia, se coloca dentro de la categoría de parafilia del DSM, no especificado de otra manera. De acuerdo con Michael C. Seto, la CIE-10 incorpora la hebefilia en su definición de pedofilia: 'Una preferencia sexual para niños, niñas o ambos, usualmente de edad prepuberal o puberal temprana'.
Un artículo de investigación de 2009 de Ray Blanchard y sus colegas indicaron que, basados en pletismógrafos penianos, los delincuentes sexuales podrían agruparse de acuerdo a la madurez sexual de individuos que consideran más atractivos (porque las edades no son un indicio específico de desarrollo sexual adolescente; (Blanchard usó estímulos con una escala de Tanner de 1 sobre esencialmente todas las medidas para evaluar a los delincuentes hebefílicos mientras que los estímulos de control de los adultos todos tenían una calificación de Tanner de 5). Blanchard señaló que la edad más común de las víctimas de los delincuentes sexuales fue de 14 años, y sugirió que existían diferencias cualitativas entre los ofensores que preferían los objetos sexuales puberales y aquellos con preferencia prepuberal. El documento concluyó que el DSM-5 podría explicar mejor esos datos si dividió los criterios existentes del DSM-IV-TR para la pedofilia, que se centra en la atracción sexual a los niños prepúberes, pero fija el rango de edades generalmente de 13 años o menos.
Blanchard sugirió que los criterios se dividieran en pedofilia como aquellos atraídos sexualmente a niños prepúberes que son generalmente menores de 11 años, y la hebefilia como una atracción sexual a los niños pubescentes o pubertos que inicia la adolescencia, generalmente de 11-14 años de edad. Lo que el DSM-IV llama pedofilia sería en lugar de ello denominado pedohebefilia (pedohebephilia), con subtipos pedófilos y hebefilos. Los criterios propuestos para el DSM-5 involucraron a un adulto o adolescente que, durante seis o más meses, experimentó atracción sexual a niños prepúberes o pubescentes iguales o mayores que su atractivo para los adultos, y que también encontraron esa atracción angustiosa.  Los criterios propuestos se habrían aplicado a los sujetos de 16 años de edad o más y que son por lo menos cinco años más viejos que los niños o adolescentes a los que normalmente son atraídos. El grupo de trabajo de identidad sexual y de género justificó la inclusión del uso de pornografía de menores debido a la expectativa de que los pedohebéficos negaran sus preferencias sexuales, dejando al clínico diagnosticador hacer inferencias sobre si sus pacientes están más interesados en los niños que en los adultos. (De "prepúberes" a "prepúberes y pubescentes") y la edad de referencia (de una edad máxima de 13 a 14 años) cambiaría la forma en que se había diagnosticado la pedofilia para incluir a las víctimas con una escala de Tanner de 2 o 3 que habían desarrollado cierta actividad sexual con características secundarias.

### Respuestas
Los investigadores del proyecto alemán Dunkelfeld apoyaron la mención explícita de la hebefilia en el DSM-5: "En relación con la actualización del DSM (DSM-5) habría sido apropiada una categoría llamada "trastorno hebefilo" o hebefilico , especialmente teniendo en cuenta los datos que muestran que en los hombres con una preferencia hebefílica que buscan tratamiento se dan en muchos casos los criterios de trastorno del DSM-5 (socorro psicológico, comportamiento que pone en peligro a otros), a este respecto habría hombres con hebefilia, así como hombres con un trastorno hebefilo o hebefilico.
El psicólogo forense Charles Patrick Ewing dijo que el diagnóstico propuesto era polémico y criticó el diagnóstico como un "esfuerzo transparente para asegurar que los delincuentes sexuales elegibles [que se dirigen a adolescentes pubescentes] puedan ser diagnosticados con fines civiles".
Allen Frances y Michael First creen que la propuesta de incluir la hebefilia en el DSM-5 era inapropiada; Además de su posible uso indebido en las audiencias de compromiso civil, declararon que la necesidad, la justificación y las pruebas proporcionadas eran inadecuadas. Frances escribió que el diagnóstico de hebefilia "no tiene cabida en los procedimientos forenses".
En una carta al editor, Thomas Zander, expresó serias consecuencias de ampliar la definición de pedofilia para incluir a la hebefilia y concluyó que requería más investigación y consideración de las implicaciones antes de que se cambiara el DSM.
Blanchard estuvo de acuerdo en que distinguir entre pedófilos y hebefilos puede presentar dificultades, Pero afirmó que en el caso de un delincuente sexual repetido, estas distinciones finas serían menos importantes; Señaló que otras objeciones planteadas por la carta de Zander fueron tratadas en el artículo original. El psicólogo Douglas Tucker y el abogado Samuel Brakel declararon en otra carta al editor que el compromiso civil con un depredador sexualmente violento no requiere un diagnóstico de DSM, Quienes testifican en los tribunales lo hacen de buena fe e identifican anormalidades mentales conceptualmente y empíricamente significativas que predicen la futura violencia sexual, independientemente del término utilizado. En una tercera carta al editor, un médico, Charles Moser estuvo de acuerdo con Blanchard et al. La premisa de que había una distinción entre los delincuentes sexuales que prefieren a los individuos púberes versus las prepúberes y apoyó la utilidad del término en la realización de la investigación.
Karen Franklin afirmó que ella cree que el concepto es en gran parte el resultado del Centro de Adicción y Salud Mental, aunque el científico de CAMH y el investigador de pedofilia James Cantor cuestionaron su exactitud fáctica, citando: la existencia del concepto en la CIE-10, el uso de La palabra en 100 textos académicos de una variedad de disciplinas y períodos de tiempo, y la existencia de 32 artículos revisados por pares que investigan el concepto.
La propuesta fue presentada en una reunión de 2009 de la Academia Americana de Psiquiatría y la Ley, junto con varios otros cambios prospectivos en el tratamiento de DSM de parafilias. Los participantes cuestionaron si la atracción sexual a los niños pubescentes puede considerarse anormal en un contexto en el que su sexualización es hasta cierto punto normativa. También se planteó la preocupación de que los criterios hubieran podido producir falsos positivos y falsos negativos; Hebefilia como un diagnóstico de DSM podría patologizar a los delincuentes sexuales que han aprovechado de manera oportunista a las víctimas pubescentes, pero no tienen un apego parafilico a una edad específica de la víctima, pero podría excluir delincuentes que habían cometido ofensas graves en sólo una o dos. Durante las conferencias académicas para La Academia Americana de Psiquiatría y Derecho y la Asociación Internacional para el Tratamiento de Delincuentes Sexuales, se tomaron votos simbólicos sobre si el DSM-5 debía incluir la hebefilia y en ambos casos una abrumadora mayoría votó en contra.
En una carta al editor, el psicólogo clínico Joseph Plaud criticó el estudio por carecer de grupos de control de patrones post-púberes y normales de excitación sexual masculina, superposición entre los grupos que Blanchard creía eran separados y falta de especificidad en los datos. Blanchard respondió que en la publicación inicial se utilizaban los delincuentes que habían sido juzgados por delitos.
En cartas separadas al editor, el psicólogo forense Gregory DeClue y el matemático Philip Tromovitch coincidieron en que el término sería valioso para propósitos de investigación y subdividir el diagnóstico actual de pedofilia en las preferencias de edad de los implicados, pero expresó su preocupación de que el potencial de expandir dramáticamente el número de las personas diagnosticadas con una parafilia sin una base de investigación adecuada para apoyarla y el artículo no incluye una definición de "trastorno mental" y, por tanto, carecen de la capacidad de distinguir lo patológico de lo no patológico.  Blanchard declaró en una contestación que su artículo estaba escrito bajo los supuestos de que la definición del DSM-5 de trastorno mental y patologización de la actividad sexual con individuos menores de edad sería similar a la encontrada en el DSM-IV.

### Variación de la normalidad
Karen Franklin ha criticado el uso del término hebefilia para patologizar y criminalizar una atracción sexual "extendida y, de hecho, adaptativa evolutivamente" de hombres homosexuales y heterosexuales que, a través de las culturas y a lo largo de la historia "tienden a preferir a parejas jóvenes que están en la cumbre de la belleza y fertilidad reproductiva".  Franklin también se opone al uso de la hebefilia durante los juicios de individuos que pueden ser encarcelados sobre la base de leyes de depredadores sexualmente violentos en los Estados Unidos. Un comentario similar fue hecho por los redactores de DSM-IV Michael First y Allen Frances. Al comentar la propuesta de Blanchard y otros, los psicólogos Robert Prentky y Howard Barbaree señalaron que ejemplos de muchachas altamente sexualizadas aparecen con frecuencia en publicidad, desfiles de moda, programas de televisión y películas, por lo que es cuestionable si la atracción sexual a los pubescentes es realmente anormal o no.
Blanchard respondió al comentario de Franklin en una carta al editor, escribiendo que presumiblemente el "argumento adaptacionista" de Franklin se aplicaba sólo a los varones heterosexuales, ya que la hebefilia homosexual no tendría ventajas reproductivas. Blanchard citó investigaciones recientes que había realizado sobre el supuesto éxito reproductivo de hebefilos, pedófilos y teleiófilos (individuos atraídos principalmente o exclusivamente a adultos). Los resultados indicaron que los teleiófilos tenían más hijos y, por lo tanto, tenían más éxito adaptativo que los hebefilos, mientras que los hebefilos tenían más éxito que los pedófilos. Blanchard llegó a la conclusión de que "no hay base empírica para la hipótesis de que la hebefilia se asoció con el aumento del éxito reproductivo en el entorno de adaptación evolutiva.El argumento especulativo adaptacional contra la inclusión de la hebefilia en el DSM no puede sostenerse"
El profesor de trabajo social Jerome Wakefield describió la inclusión como una extensión inapropiada de la categoría bien válida de pedofilia ya existente, lo que conllevaría un riesgo significativo de falsos positivos e ignoró las grandes distinciones cualitativas entre niños prepúberes y pubescentes sexualmente maduros. Resumió su discusión con la afirmación "parece que la propuesta hebefilia es una donde la criminalidad y la desaprobación social se confunden con el trastorno mental". Sin embargo, el investigador de abuso sexual infantil William O'Donohue cree, basado en el incentivo para que los delincuentes mientan, que existe un riesgo mucho mayor de falsos negativos. O'Donohue alabó la propuesta de Blanchard y otros de distinguir la hebefilia de la pedofilia, pero cuestionó la inclusión de la angustia de los infractores, el uso de pornografía infantil como factor determinante y requiriendo un mínimo de tres víctimas, creyendo que esta última opción como tratamiento para los hebefilos que no han actuado en sus impulsos mientras que hacen caso omiso de la naturaleza a menudo ocultada del abuso sexual del niño. O'Donohue también tenía preocupaciones acerca de cómo la información para tomar decisiones sobre el diagnóstico propuesto sería adquirida, si el diagnóstico podría hacerse con fiabilidad y suficiente acuerdo entre los médicos y las cuestiones relacionadas con el tratamiento.El psicólogo clínico y forense Thomas Zander observó problemas para distinguir entre las víctimas prepúberes y pubescentes y, por lo tanto, la dificultad para clasificar a los delincuentes y el grado en que el diagnóstico potencial reflejaba genuinamente el deseo sexual normal frente al anormal.
En otra carta al editor, el sexólogo, abogado y especialista en identidad de género, Richard Green, preguntó si la atracción sexual a las parejas sexuales pubescentes era un problema de salud mental, en analogía con la propuesta de incluir la homosexualidad en versiones anteriores del DSM, Orientación en un trastorno mental. Green también cuestionó el impacto de la propuesta sobre la credibilidad de la APA, su potencial para difuminar la distinción entre la psiquiatría y la ley y si era necesario crear trastornos mentales por actos criminales. Green acordó que el término sería útil para propósitos de investigación, pero no estuvo de acuerdo con los esfuerzos para incluirlo en el DSM-5. Prentky y Barbaree señalan que Blanchard et al. Habían identificado el "borrón de ley / psiquiatría" de Green en su artículo inicial, pero sugieren que se pueden hacer distinciones entre la atracción normativa a las niñas pubescentes y la exclusividad, discapacidad, angustia y deterioro que caracterizarían a la hebefilia como parafílica.